# Mateusz Poręba
Mateusz Andrzej Poręba (Tuchów, 24 agosto 1999) è un pallavolista polacco, centrale dell'AZS Olsztyn.

## Palmarès

### Nazionale (competizioni minori)
- Memorial Hubert Wagner 2023